# Annabeth
Annabeth  è un nome proprio di persona inglese femminile.

## Origine e diffusione
Si tratta di un composto dei prenomi Anna e Beth (ipocoristico inglese di Elisabetta); non è molto diffuso.

## Onomastico
Di per sé il nome è adespota, ovvero non è portato da alcuna santa. L'onomastico può essere festeggiato o in occasione di Ognissanti, il 1º novembre, o lo stesso giorno di Anna ed Elisabetta.

## Persone
- Annabeth Gish, attrice statunitense

## Il nome nelle arti
- Annabeth Chase è un personaggio della serie di romanzi e film Percy Jackson e gli dei dell'Olimpo, creata da Rick Riordan.
- Annabeth Chase è un personaggio della serie televisiva Close to Home - Giustizia ad ogni costo.
- Annabeth Markus è un personaggio del film del 2003 Mystic River, diretto da Clint Eastwood.
- Annabeth Schott è un personaggio della serie televisiva West Wing - Tutti gli uomini del Presidente.